# 불법주차 (영화)
《불법주차》(Illegal Parking)는 한국에서 제작된 정충환 감독의 2006년  영화이다. 정인기 등이 주연으로 출연하였다.

## 출연

### 주연
- 정인기
- 김영렬
- 김미경

## 기타
- 조명: 정상훈
- 녹음: 장철호
- 미술: 김소영